# 丁儒廉
丁儒廉（1924年11月18日—？，越南外交官，原越南外交部副部長和駐蘇聯、芬蘭、老撾等國外交代表。

## 生平
丁儒廉出生於1924年11月18日，河靜省香山縣人。
五十年代後期，丁儒廉調至外交部工作。1959年任駐印度總領事，1963年改任駐埃及總領事，後升代辦。1976年至1978年任駐老撾大使，離任回國後任外交部部長助理，不久升爲外交部副部長。
1982年，丁儒廉任駐蘇聯大使，1983年兼任駐芬蘭大使。
丁儒廉爲越南共產黨第五次和第六次全國代表大會的中央委員。

## 外部鏈接
- Nhớ về Thủ trưởng Đinh Nho Liêm （页面存档备份，存于）